# Manceu
Manceu (em latim: Mancaeus) foi um oficial armênio do século I a.C., ativo durante o reinado do rei Tigranes, o Grande (r. 95–55 a.C.).

## Vida

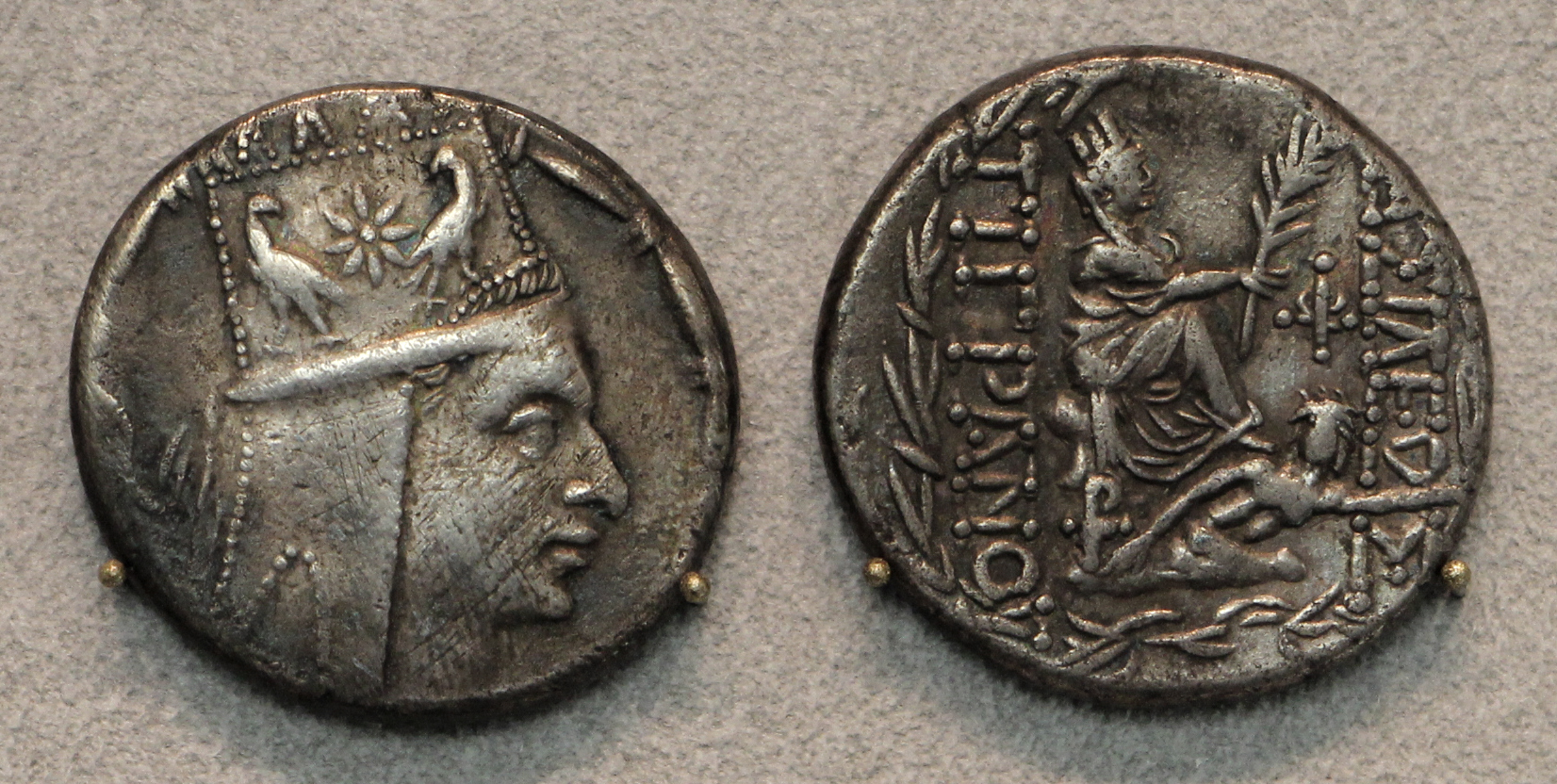
Tetradracma de

Christian Settipani e Cyril Toumanoff pensam que era ancestral da família Mamicônio. Em 69 a.C., Tigranes confiou-lhe a defesa de Tigranocerta durante a expedição do exército romano de Lúculo. Tigranes lhe disse que deveria manter a cidade até que ele reunisse um exército em todo o reino para vir em sua assistência. Manceu resistiu aos romanos por 5 meses, mas posteriormente perde as esperanças quando percebe que Tigranes não viria em seu auxílio.